# Seznam zájemců o kandidaturu ve volbě prezidenta České republiky 2018
Seznam zájemců, kteří před volbou prezidenta České republiky 2018 potvrdili zájem kandidovat, přímo oznámili kandidaturu či zahájili a vedli kampaň, ale nesplnili zákonné podmínky pro svou nominaci. V seznamu nejsou zahrnuti nominovaní kandidáti.

## Seznam
| Zájemci o kandidaturu | Zájemci o kandidaturu | Zájemci o kandidaturu |
| --------------------- | --------------------- | --- |
| Emil Adamec           | Emil Adamec           | Sochař, urbanista a krajinný architekt. Záměr kandidovat poprvé oznámil v září 2016, kampaň zahájil v červnu 2017. |
| Jan Berwid-Buquoy     | Jan Berwid-Buquoy     | Politolog a historik. V září 2015 oznámil, že by chtěl kandidovat na prezidenta. |
|                       | Vladimír Boštík       | Podnikatel a bývalý starosta obce Vraclav na Orlickoústecku ohlásil svou kandidaturu na konci srpna 2017. I přesto, že se mu údajně povedlo shromáždit přes 63 000 (dle některých zdrojů až 72 000) podpisů, z kandidatury nakonec odstoupil ze zdravotních důvodů.                                                |
|                       | Laco Déczi            | V červnu 2016 oznámil kandidaturu na úřad prezidenta republiky v reakci na kandidaturu Jana Švejnara. |
| Jana Yngland Hrušková | Jana Yngland Hrušková | Herečka, zpěvačka a aktivistka. V roce 2016 oznámila svůj zájem kandidovat na prezidentku. |
| Otto Chaloupka        | Otto Chaloupka        | Kandidaturu ohlásil 10. dubna 2017, 5. listopadu 2017 od kandidatury upustil. |
| Milan Kouhout         | Milan Kohout          | Performer a umělec. V září 2016 řekl, že by chtěl kandidovat na prezidenta Čechie. Svoji kandidaturu na Hrad bere vážně. |
| Igor Sládek           | Igor Sládek           | Podnikatel. 2. června 2016 oznámil inzeráty v novinách, že chce kandidovat na prezidenta. |
| Miroslav Sládek       | Miroslav Sládek       | Strana SPR-RSČ, jejímž je předsedou, začala v červenci 2016 sbírat podpisy. Dne 23. října 2017 z kandidatury odstoupil, jako hlavní důvod uvedl neúspěch jeho strany v parlamentních volbách, kde získala jen 0,19% hlasů. Prý se raději soustředí na volby do Evropského parlamentu, které proběhnou v roce 2019. |
|                       | Ivan Smetana          | Hudebník, textař a bílý kůň firmy BENA z Vlašimi, kterého chtěli v roce 1994 popravit. Svou kandidaturu oznámil v listopadu 2016. |
| Petr Srnec            | Petr Srnec            | Manažer projektu demokratické reformy. |
| Zdeněk Škromach       | Zdeněk Škromach       | V únoru 2015 oznámil, že by chtěl kandidovat na prezidenta, pokud ho jeho strana (ČSSD) nominuje. V listopadu 2016 znovu potvrdil svůj záměr kandidovat na Hrad. Podle jeho slov „by se mu splnil jeho dětský sen.“                                                                                                |
|                       | Karel Štogl           | Bývalý šéf kabinetu premiéra Jiřího Rusnoka. Svou kandidaturu potvrdil serveru Neovlivní.cz na začátku roku 2017, kampaň chtěl zahájit až v červnu. |
|                       | Josef Toman           | Politický aktivista a poradce oznámil svou kandidaturu v červnu 2016. |